# Opel Insignia
 Denne artikel omhandler den serieproducerede mellemklassebil Opel Insignia. For konceptbilen af samme navn, se Opel Insignia (konceptbil).
Opel Insignia er en stor mellemklassebil fra Opel. Modellen kom første gang på markedet i 2008 som efterfølger for Opel Vectra C.

## Opel Insignia A (2008−2017)
Opel Insignia A (latin: våben) er en stor mellemklassebil fra bilfabrikanten Opel. Den i november 2008 introducerede bil afløste den hidtidige mellemklassebil Vectra. Med modelskiftet indstilledes produktionen af den Vectra-baserede Signum ligeledes i sommeren 2008.
Den i 2010 introducerede Buick Regal er teknisk set identisk med Insignia A. På samme platform, GM Epsilon 2, er ligeledes bygget den lidt større Buick LaCrosse af anden generation, Saab 9-5 II samt den sydkoreanske Alpheon.

### Karrosserivarianter
Den for første gang i juli 2008 på British International Motor Show præsenterede Insignia er siden salgsstart blevet solgt som firedørs sedan og femdørs combi coupé.
I marts 2009 fulgte stationcarmodellen, som ikke længere ligesom tidligere Opel-modeller hedder Caravan, men derimod Sports Tourer. Denne blev præsenteret i oktober 2008 på Paris Motor Show.
Designet på den nye model er ifølge marketingchefen Alain Visser stærkt orienteret mod prototypen GTC.
Den nye model er lidt større end den tidligere Vectra-sedan, og prisen er let øget.
- Insignia firedørs bagfra
- Opel Insignia femdørs (2008−)
- Opel Insignia Sports Tourer (2009−)

Optisk er sedan og combi coupé næsten identiske. Forskellen ligger i bagklappens hængsling: På combi coupé er den hængslet oven over taget, på sedan under bagruden.

### Udstyrsmæssige kendetegn
Som den første bilmodel fra Opel har Insignia fået et forbedret forlygtesystem (benævnt AFL+), som i stedet for det hidtil i Vectra monterede AFL (bixenon med dynamisk kurvelys, statisk bøjeligt lys fra egen halogenreflektorlampe og motorvejslys) også benytter bestemte indstillinger til bestemte køremåder (i dårligt vejr f.eks. lys med anden lygtetæthedsstyring til afværgelse af selvblænding, villavejslys til brug ved lave hastigheder, automatisk afblænding med fjernlysassistent etc.) Forlygterne fik derudover dagkørelys med LED-teknik.
En yderligere nyhed i dette segment er vognbaneskiftassistenten "Opel Eye", som fås som ekstraudstyr og som automatisk genkender bestemte færdselstavler (hastighedsbegrænsninger og forbud) og viser dem på displayet. Derudover advarer bilen ved usignaleret vognbaneskift.
Det adaptive firehjulstræk med Haldexkobling er automatisk aktivt ved start af bilen for at forbedre og lette kraftoverførslen. Når der ikke længere behøves kraftoverførsel til bagakslen, fordeles 90% af det samlede drejningsmoment til forakslen. Den af Opel Flex Ride Premium betegnede undervogn kan indstilles på programmerne Normal, Tour og Sport. Instrumentlyset er hvidt og ændrer sig ved aktivering af sportsprogrammet farve til rød.
For første gang i en Opel kan modellen fås med sideairbags til bagsæderne, og førersædet kan fås med sædeventilation.

### Motorer
Ved introduktionen fandtes Opel Insignia med syv forskellige motorer: Fire benzin- og tre dieselmotorer. Alle motorer opfylder Euro5-normen.
Insignia har forhjulstræk. Undtagelserne er 2,8-liters turbomotorerne med 191 kW/260 hk og 239 kW/325 hk samt 2,0-liters turbomotoren med 184 kW/250 hk, som har firehjulstræk som standard. De to stærkeste dieselmotorer findes med både for- og firehjulstræk. Det sekstrins automatgear fås til alle motorer, med undtagelse af 1,4-, 1,6- og 1,8-liters benzinmotorerne og den svageste dieselmotor.
I foråret 2009 introduceredes to yderligere motorvarianter: En 1,6-liters benzinturbomotor med 132 kW/180 hk og en 2,0-liters CDTI-biturbodieselmotor med 140 kW/190 hk. Ligeledes planlagt var en 2,9-liters V6 CDTI-dieselmotor med 191 kW/260 hk og et drejningsmoment på 550 Nm. Efter præsentationen af 2,0-biturbodieselmotoren i marts 2009 blev V6-dieselmotoren udskudt på ubestemt tid. Heller ikke 2,0-biturbodieselmotoren kom som planlagt på markedet i sommeren 2009, men først i december 2011. 2,0-litersmotoren er udviklet i joint venture med Fiat.
En 2,0-liters ecoFLEX-dieselmodel udvidede i 2009 motorprogrammet i Insignia. Gennem ændret aerodynamik og motorstyring fik modellen med en effekt på 118 kW/160 hk et CO2-udslip på under 140 g/km, som svarer til ca. 5,0 liter diesel pr. 100 km.
OPC-modellen med 2,8-liters V6-turbomotor har en effekt på 239 kW/325 hk og et maksimalt drejningsmoment på 435 Nm, og kom på markedet i sommeren 2009. Siden april 2011 tilbyder Opel den såkaldte Unlimited-version uden elektronisk hastighedsbegrænsning, hvorved sedanmodellen med manuel gearkasse opnår en topfart på op til 270 km/t.
Siden foråret 2012 kan Insignia bestilles med en 2,0-liters biturbodiesel, som ved et maksimalt drejningsmoment på 400 Nm yder 143 kW/194 hk. Denne motor er en videreudvikling af 160 hk-udgaven. Brændstofforbruget er opgivet til 4,9 liter diesel pr. 100 km. Motoren fås i alle karrosserivarianter af Insignia, også i kombination med firehjulstræk og automatgear.

#### Tekniske specifikationer
| Model                 | Cylindre | Ventiler | Slagvolume cm³ | Max. effekt kW (hk) / omdr. | Max. drejningsmoment Nm / omdr. | Motorkode | 0-100 km/t sek. | Topfart km/t | Årgange                   |
| --------------------- | -------- | -------- | -------------- | --------------------------- | ------------------------------- | --------- | --------------- | ------------ | ------------------------- |
| Benzinmotorer         |          |          |                |                             |                                 |           |                 |              |                           |
| 1.4 Turbo ecoFLEX     | 4        | 16       | 1364           | 103 (140) / 4900 − 6000     | 200 / 1850 − 4900               | A14NET    | 10,9            | 205          | 6/2011 −                  |
| 1.4 Turbo LPG ecoFLEX | 4        | 16       | 1364           | 103 (140) / 4900 − 6000     | 200 / 1850 − 4900               | A14NET    | 12,4            | 195          | 7/2012 −                  |
| 1.6                   | 4        | 16       | 1598           | 85 (115) / 6000             | 155 / 4000                      | A16XER    | 12,9            | 192          | 7/2008 − 6/2012           |
| 1.6 Turbo             | 4        | 16       | 1598           | 132 (180) / 5500            | 230 / 2200 − 5500               | A16LET    | 8,9             | 225          | 7/2008 −                  |
| 1.8                   | 4        | 16       | 1796           | 103 (140) / 6300            | 175 / 3800                      | A18XER    | 11,4            | 207          | 7/2008 − 5/2011; 6/2012 − |
| 2.0 Turbo             | 4        | 16       | 1998           | 162 (220) / 5300            | 350 / 2000 − 4000               | A20NHT    | 7,6             | 242          | 7/2008 −                  |
| 2.0 Turbo             | 4        | 16       | 1998           | 184 (250) / 5300            | 400 / 2400 − 3600               | A20NHH    | 7,5             | 250          | 6/2011 −                  |
| 2.8 V6 Turbo          | 6        | 24       | 2792           | 191 (260) / 5500            | 350 / 1900 − 4500               | A28NET    | 6,9             | 250          | 7/2008 −                  |
| 2.8 V6 Turbo OPC      | 6        | 24       | 2792           | 239 (325) / 5250            | 435 / 5250                      | A28NER    | 6,0             | 2501         | 7/2009 −                  |
| Dieselmotorer         |          |          |                |                             |                                 |           |                 |              |                           |
| 2.0 CDTI              | 4        | 16       | 1956           | 81 (110) / 4000             | 260 / 1750 − 2500               | A20DTC    | 12,1            | 190          | 7/2008 −                  |
| 2.0 CDTI              | 4        | 16       | 1956           | 96 (130) / 4000             | 300 / 1750 − 2500               | A20DTJ    | 11,1            | 205          | 7/2008 −                  |
| 2.0 CDTI              | 4        | 16       | 1956           | 118 (160) / 4000            | 350 / 1750 − 2500               | A20DTH    | 9,5             | 218          | 7/2008 −                  |
| 2.0 BiTurbo CDTI      | 4        | 16       | 1956           | 143 (194) / 4000            | 400 / 2000                      | A20DTR    | 8,7             | 230          | 12/2011 −                 |

1 OPC Unlimited 270 km/t

### Priser
Opel Insignia vandt den 17. februar 2009 titlen "Årets Bil i Europa 2009", fra ADAC fik bilen en førsteplads i prisuddelingen "Gelber Engel 2009" og vandt prisen "Auto der Vernunft (fornuftens bil) 2009". Prisen Årets Bil uddeles af en fagjury, de to andre priser af offentligheden. Derudover fik bilen "red dot design award".. Insignia fik også prisen "Autobild Design Award 2009" i klassen sedaner og stationcars samt "Internet Auto Award 2009" fra AutoScout24, som er den største "online-publikumspris fra automobilbranchen i Europa". . Opel Insignia OPC Sports Tourer vandt desuden for anden gang i træk prisen "Sportscar des Jahres (årets sportsbil) 2009 hhv. 2010" i stationcar-kategorien fra "Auto Bild sportscars", som er et søsterblad til fagtidsskriftet Auto Bild.

### Markedsposition/afsætning
Forgængeren, Opel Vectra C, solgte forholdsvis dårligt og var på det tyske hjemmemarked faldet tydeligt bagud i forhold til Volkswagen Passat, Mercedes-Benz C-klassen, Audi A4, BMW 3-serien og Škoda Octavia til sjette plads i sin klasse. Efter at Opel i perioder havde spekuleret på at lade Vectra udgå uden efterfølger, var Insignia ved sin introduktion Opels store redning, hvor salgstallene steg igen.
I sit første hele salgsår, 2009, blev der nyindregistreret ca. 36.300, i 2010 28.200 og i 2011 26.700 eksemplarer af Insignia. Disse tal ligger dog ca. 8.000 biler under begge Vectra Cs første år. I 2010 sad Insignia på ca. 6% af salget i sin klasse og dermed igen betydeligt under Opels samlede markedsandel på 8%. Afstanden til de fem førnævnte konkurrenter var blevet så stor, at de i 2010 med undtagelse af Škoda Octavia solgte ca. dobbelt så mange biler som Insignia. De direkte konkurrenter som f.eks. Ford Mondeo og Škoda Superb lå Insignia under i salgstallene fra 2009, 2010 og 2011.
Den 26. april 2012 fremstilledes det 500.000. eksemplar af Insignia. 40% af alle til dato fremstillede Insigniaer er Sports Tourer, og yderligere 40% combi coupé'er. Andelen af sedaner er ca. 20%.

### Tilbagekaldelses-/serviceaktion
Den 22. december 2009 tilbagekaldtes mere end 20.000 tyskregistrerede Insigniaer med 2,0-liters dieselmotor. På disse biler kunne der forekomme rystelser i motoren, som i ekstreme tilfælde kunne overophede partikelfilteret. Ved hjælp af en opdatering af motorstyresoftwaren, som på værkstedet tog ca. 20 minutter, kunne dette fænomen elimineres.
I november 2010 tilbagekaldtes Insigniaer fra modelåret 2010, da airbagmodulet i tilfælde af en kollision kunne løsne sig fra rattet. Opel udskiftede da det komplette førerairbagmodul på de berørte biler.

## Opel Insignia B (2017−2022)
Opel Insignia B er en bilmodel fra Adam Opel AG i Rüsselsheim. Den er som forgængeren en stor middelklassebil, og blev i Tyskland solgt fra 20. februar 2017.

### Historie
Bilmodellen havde premiere som hatchback "Grand Sport" og som herregårdsvogn "Sports Tourer" på Geneve Biludstilling i marts 2017. Modellen efterfølger Insignia A, og bliver ikke som denne produceret i en sedan-version. Som med forgængeren findes tilmed en "Country Tourer" med større frihøjde og offroad-stilelementer.

### Alternative navne
I Storbritannien sælges Insignia B under varemærket Vauxhall, og den i Nordamerika og Kina solgte Buick Regal er baseret på anden generation Insignia. I Australien kommer hatchback-modellen at blive solgt som Holden Commodore.
- Insignia B, udstillet i Genève, 2017
- Hatchback-versionen bagfra
- Herregårdsvognen Insignia Sports Tourer
- Herregårdsvognen bagfra

### Tekniske data
På drivliniesiden er der to benzin- og to dieselmotorer tilgængelige. Benzinmotorerne kommer i to ydelsestrin, diesel i tre. I forhold til forgængeren er Insignia B op til 200 kg lettere

#### Benzinmotorer
|                                                      | 1.5 Turbo                                             | 1.5 Turbo EcoTEC                                      | 1.5 Turbo                                             | 1.5 Turbo EcoTEC                                      | 2.0 Turbo 4×4                                         |
| ---------------------------------------------------- | ----------------------------------------------------- | ----------------------------------------------------- | ----------------------------------------------------- | ----------------------------------------------------- | ----------------------------------------------------- |
| Produktionsperiode                                   | Siden 06/2017                                         | Siden 06/2017                                         | Siden 06/2017                                         | Siden 06/2017                                         | Siden 06/2017                                         |
| Motortype og cylinderantal                           | Turboladet benzinrækkefirer med direkte indsprøjtning | Turboladet benzinrækkefirer med direkte indsprøjtning | Turboladet benzinrækkefirer med direkte indsprøjtning | Turboladet benzinrækkefirer med direkte indsprøjtning | Turboladet benzinrækkefirer med direkte indsprøjtning |
| Motorkode                                            | B15XFL                                                | B15XFL                                                | B15XFT                                                | B15XFT                                                | B20NFT                                                |
| Slagvolumen                                          | 1490 cm³                                              | 1490 cm³                                              | 1490 cm³                                              | 1490 cm³                                              | 1998 cm³                                              |
| Kompressionsforhold                                  | 10,1:1                                                | 10,1:1                                                | 10,1:1                                                | 10,1:1                                                | 9,5:1                                                 |
| Største ydelse ved antal motoromdrejninger           | 103 kW (140 hk)/ 5600                                 | 103 kW (140 hk)/ 5600                                 | 121 kW (165 hk)/ 5600                                 | 121 kW (165 hk)/ 5600                                 | 191 kW (260 hk)/ 5300                                 |
| Største drejningsmoment ved antal motoromdrejninger  | 250 Nm/ 2000–4500                                     | 250 Nm/ 2000–4500                                     | 250 Nm/ 2000–4500                                     | 250 Nm/ 2000–4500                                     | 400 Nm/ 2500–4000                                     |
| Gearkasse, standard                                  | 6-trinsgearkasse                                      | 6-trinsgearkasse                                      | 6-trinsgearkasse                                      | 6-trinsgearkasse                                      | 8-trins automatgearkasse                              |
| Gearkasse, tilvalg                                   | –                                                     | –                                                     | [6-trins automatgearkasse]                            | –                                                     | –                                                     |
| Trækkende hjul                                       | Forhjulstræk                                          | Forhjulstræk                                          | Forhjulstræk                                          | Forhjulstræk                                          | Firehjulstræk                                         |
| Højeste hastighed,Grand Sport                        | 210 km/t                                              | 213 km/t                                              | 222 km/t [218 km/t]                                   | 225 km/t                                              | 250 km/t                                              |
| Højeste hastighed, Sports Tourer                     | 207 km/t                                              | 210 km/t                                              | 218 km/t [214 km/t]                                   | 221 km/t                                              | 245 km/t                                              |
| Accelerationsformåen,0–100 km/t,Grand Sport          | 9,9 s                                                 | 9,9 s                                                 | 8,9 s [9,4 s]                                         | 8,9 s                                                 | 7,3 s                                                 |
| Accelerationsformåen,0–100 km/t,Sports Tourer        | 10,2 s                                                | 10,2 s                                                | 9,2 s [9,6 s]                                         | 9,2 s                                                 | 7,5 s                                                 |
| Brændstofforbrugkm/liter (kombineret), Grand Sport   | 17 km/liter                                           | 17,5 km/liter                                         | 16,7 km/liter [16,4 km/liter]                         | 17,5 km/liter                                         | 11,6 km/liter                                         |
| Brændstofforbrugkm/liter (kombineret), Sports Tourer | 16,7 km/liter                                         | 17,2 km/liter                                         | 16,4 km/liter [16,1 km/liter]                         | 17,2 km/liter                                         | 11,5 km/liter                                         |
| CO2-udledning (kombineret), Grand Sport              | 133 g/km                                              | 129 g/km                                              | 136 g/km [138 g/km]                                   | 130 g/km                                              | 197 g/km                                              |
| CO2-Emission (kombineret), Sports Tourer             | 136 g/km                                              | 132 g/km                                              | 139 g/km [141 g/km]                                   | 133 g/km                                              | 199 g/km                                              |
| Emissionsstandard efter EU-Klassifikation            | Euro 6                                                | Euro 6                                                | Euro 6                                                | Euro 6                                                | Euro 6                                                |

- Værdier i kantede parenteser gælder for tilvalgsgearkasser

#### Dieselmotorer
|                                                      | 1.6 Diesel                                                      | 1.6 Diesel EcoTEC                                               | 1.6 Diesel                                                      | 2.0 Diesel                                                      | 2.0 Diesel 4x4                                                  |
| ---------------------------------------------------- | --------------------------------------------------------------- | --------------------------------------------------------------- | --------------------------------------------------------------- | --------------------------------------------------------------- | --------------------------------------------------------------- |
| Produktionsperiode                                   | siden 06/2017                                                   | siden 06/2017                                                   | siden 06/2017                                                   | siden 06/2017                                                   | siden 06/2017                                                   |
| Motortype og cylinderantal                           | Turboladet rækkefirer-dieselmotor med Common-Rail-indsprøjtning | Turboladet rækkefirer-dieselmotor med Common-Rail-indsprøjtning | Turboladet rækkefirer-dieselmotor med Common-Rail-indsprøjtning | Turboladet rækkefirer-dieselmotor med Common-Rail-indsprøjtning | Turboladet rækkefirer-dieselmotor med Common-Rail-indsprøjtning |
| Motorkode                                            | B16DTE                                                          | B16DTE                                                          | B16DTH                                                          | B20DTH                                                          | B20DTH                                                          |
| Slagvolumen                                          | 1598 cm³                                                        | 1598 cm³                                                        | 1598 cm³                                                        | 1956 cm³                                                        | 1956 cm³                                                        |
| Kompressionsforhold                                  | 16,0:1                                                          | 16,0:1                                                          | 16,0:1                                                          | 16,5:1                                                          | 16,5:1                                                          |
| Største ydelse ved antal motoromdrejninger           | 81 kW (110 hk)/ 3500                                            | 81 kW (110 hk)/ 3500                                            | 100 kW (136 hk)/ 3500–4000                                      | 125 kW (170 hk)/ 3500–4000                                      | 125 kW (170 hk)/ 3500–4000                                      |
| Største drejningsmoment ved antal motoromdrejninger  | 300 Nm/ 2000                                                    | 300 Nm/ 2000                                                    | 320 Nm/ 2000–2250                                               | 400 Nm/ 1750–2500                                               | 400 Nm/ 1750–2500                                               |
| Gearkasse, standard                                  | 6-trinsgearkasse                                                | 6-trinsgearkasse                                                | 6-trinsgearkasse                                                | 6-trinsgearkasse                                                | 6-trinsgearkasse                                                |
| Gearkasse, tilvalg                                   | –                                                               | –                                                               | [6-trins automatgearkasse]                                      | 8-trins automatgearkasse                                        | –                                                               |
| Trækkende hjul                                       | Forhjulstræk                                                    | Forhjulstræk                                                    | Forhjulstræk                                                    | Forhjulstræk                                                    | Firehjulstræk                                                   |
| Højeste hastighed,Grand Sport                        | 201 km/t                                                        | 205 km/t                                                        | 211 km/t [203 km/t]                                             | 226 km/t [223 km/t]                                             | 223 km/t                                                        |
| Højeste hastighed, Sports Tourer                     | –                                                               | 201 km/t                                                        | 212 km/t [204 km/t]                                             | 223 km/t [220 km/t]                                             | 220 km/t                                                        |
| Accelerationsformåen,0–100 km/t,Grand Sport          | 11,6 s                                                          | 11,6 s                                                          | 10,5 s [10,9 s]                                                 | 8,7 s [8,9 s]                                                   | 9,7 s                                                           |
| Accelerationsformåen,0–100 km/t,Sports Tourer        | –                                                               | 11,8 s                                                          | 10,7 s [11,2 s]                                                 | 8,9 s [9,2 s]                                                   | 9,9 s                                                           |
| Brændstofforbrugkm/liter (kombineret), Grand Sport   | 23,8 km/liter                                                   | 25 km/liter                                                     | 22,2 - 23,3 km/liter [19,6 km/liter]                            | 19,2 km/liter [18,2 km/liter]                                   | 16,1 km/liter                                                   |
| Brændstofforbrugkm/liter (kombineret), Sports Tourer | –                                                               | 23,3 km/liter                                                   | 22,2 km/liter [19,2 km/liter]                                   | 18,9 km/liter [17,5 km/liter]                                   | 15,9 km/liter                                                   |
| CO2-Emission (kombineret), Grand Sport               | 110 g/km                                                        | 105 g/km                                                        | 114 g/km [134 g/km]                                             | 136 g/km [145 g/km]                                             | 163 g/km                                                        |
| CO2-Emission (kombineret), Sports Tourer             | –                                                               | 112 g/km                                                        | 119 g/km [137 g/km]                                             | 139 g/km [150 g/km]                                             | 166 g/km                                                        |
| Emissionsstandard efter EU-Klassifikation            | Euro 6                                                          | Euro 6                                                          | Euro 6                                                          | Euro 6                                                          | Euro 6                                                          |

- Værdier i kantede parenteser gælder for tilvalgsgearkasser